# کوئیک‌برد
کوئیک‌برد (انگلیسی: QuickBird) ماهواره دیدبانی زمین با وضوح بالای تصویربرداری متعلق به شرکت دیجیتال‌گلوب است که در سال ۲۰۰۱ به فضا پرتاب شد. کوئیک‌برد از سامانه تصویربرداری جهانی هوافضای بال (BGIS 2000) استفاده می‌کند و مدار خورشیدآهنگ دارد. این ماهواره توانایی تصویربرداری از زمین با دقت ۶۱ سانتی‌متر در باند پانکروماتیک (سیاه و سفید) و دقت ۲٫۴۴ (در ارتفاع ۴۵۰ کیلومتری) تا ۱٫۶۱ متر (در ارتفاع ۳۰۰ کیلومتری) در باندهای چندطیفی را داراست.
دقت و وضوح تصویربرداری کوئیک‌برد امکان مشاهده جزییاتی مانند ساختمان‌ها و سایر سازه‌ها را به آسانی فراهم می‌آورد. اما این وضوح تصویر برای اهداف کوچک‌تر مانند پلاک وسیله نقلیه کافی نیست. تصاویر این ماهواره را می‌توان در نرم‌افزارهای پردازش تصویر سنجش از دور و سامانه اطلاعات جغرافیایی به کار برده و تحلیل نمود. همچنین این تصاویر در نرم‌افزارهای مربوط به نقشه مانند گوگل ارت و گوگل مپس به‌کار می‌رود.
شرکت‌های پیمانکار کوئیک‌برد هوافضا و فناوری بال، ایستمن کداک و فوکر هستند.

## کوئیک‌برد ۱
ماهواره کوئیک‌برد ۱ در نوامبر ۲۰۰۰ از پایگاه فضایی پلستسک روسیه به فضا پرتاب شد. پروژه این ماهواره بعلت عدم قرارگیری در مدار مشخص شده با شکست مواجه شد. دیجیتال‌گلوب پیش از کوئیک‌برد ۱ و ۲ ماهواره ارلی‌برد ۱ را باموفقیت در مدار قرار داده بود ولی تجهیزات ارتباطی آن چهار روز پس از پرتاب بر اثر نقص سامانه نیروی آن از کار افتاد.

## کوئیک‌برد ۲
ماهواره کوئیک‌برد ۲ در ۱۸ اکتبر ۲۰۰۱ از پایگاه نیروی هوایی وندنبرگ در کالیفرنیا توسط راکت دلتا ۲ به فضا پرتاب شد. این ماهواره ابتدا برای تهیه تصاویر با وضوح ۱ متر در باند پانکروماتیک و ۴ متر در باندهای چندطیفی ساخته شده بود، اما پس از موافقت دپارتمان تجارت ناسا در سال ۲۰۰۰، شرکت دیجیتال‌گلوب توانست ماهواره کوئیک‌برد ۲ را با توان وضوح تصویربرداری ۶۱ سانتی‌متر در باند پانکروماتیک و ۲٫۴ متر در باندهای چندطیفی در مدار قرار دهد.